# IC 145
IC 145 је спирална галаксија у сазвјежђу Кит која се налази на листи објеката дубоког неба у Индекс каталогу.
Деклинација објекта је + 0° 44' 29" а ректасцензија 1h 38m 38,5s. Привидна величина (магнитуда) објекта IC 145 износи 14,9 а фотографска магнитуда 15,8. IC 145 је још познат и под ознакама MCG 0-5-20, CGCG 386-22, PGC 6084.